# Джефри Кийтинг
Джефри Кийтинг (на английски: Jeffrey Keating) е ирландски дипломат. Посланик в България в периода 2005-2010 година, преди това работи в Китай.

## Биография
Роден е на 19 декември 1957 г. Завършва Тринити Колидж в Дъблин.
Едноименник на известен ирландски монах, живял през 17 век.
През юли 1990 г. става вицеконсул в главното консулство на Ирландия в Бостън, а през август 1995 г. е първи секретар в посолството на страната в Лондон, а от март 2000 г. е съветник. Същата година заминава за Китай, където е съветник в генералното консулство на Ирландия в Шанхай.
Джефри Кийтинг е почетен доктор на Нов български университет в София.